# Pelasgus
|  | Aquest article tracta sobre el gènere de peixos. Si cerqueu l'heroi grec, fill de Zeus i de Níobe, vegeu «Pelasg». |

Pelasgus és un gènere de ciprínids endèmic dels Balcans que inclou set espècies:
- Pelasgus epiroticus (Steindachner, 1895)
- Pelasgus laconicus (Kottelat i Barbieri, 2004)
- Pelasgus marathonicus (Vinciguerra, 1921)
- Pelasgus minutus (S. L. Karaman, 1924)
- Pelasgus prespensis (S. L. Karaman, 1924)
- Pelasgus stymphalicus (Valenciennes, 1844)
- Pelasgus thesproticus (Stephanidis, 1939)